# کم (خوی)
کم، روستایی از توابع بخش مرکزی شهرستان خوی در استان آذربایجان غربی ایران است.

## جمعیت
این روستا در دهستان دیزج قرار دارد و براساس سرشماری مرکز آمار ایران در سال ۱۳۸۵، جمعیت آن ۲۰ نفر (۴ خانوار) بوده‌است.